# Scania-Vabis

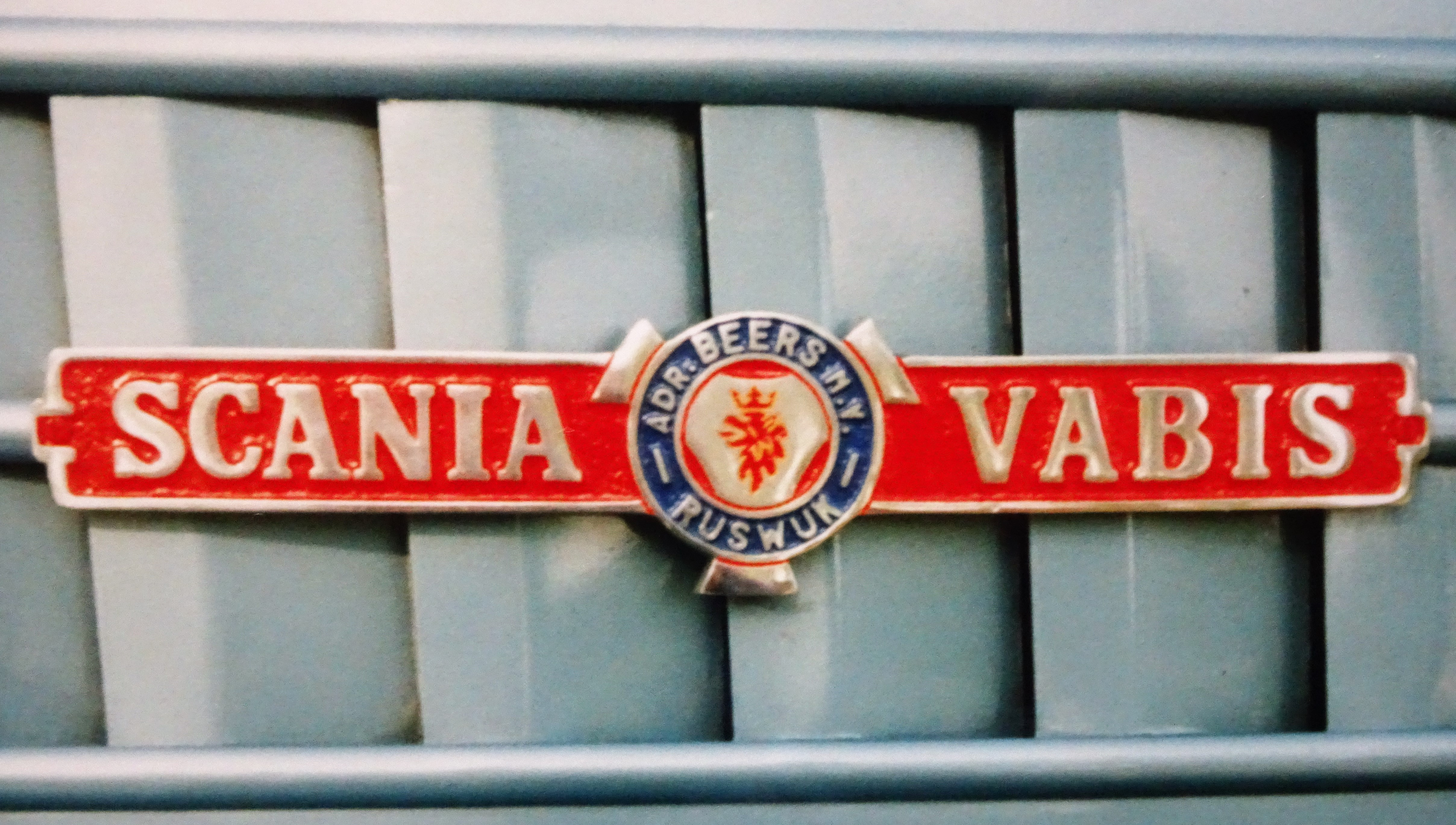
Embleem Scania-Vabis, gemonteerd aan weerszijden van de motorkap op de Scania-Vabis vrachtauto's, geassembleerd door Adriaan Beers N.V. in Rijswijk (Z.H.).

Scania-Vabis was een internationaal vrachtautomerk, dat voortkwam uit een fusie in 1911 van de Zweedse autofabrikanten Scania en Vabis. Het fuseerde in 1969 met Saab.

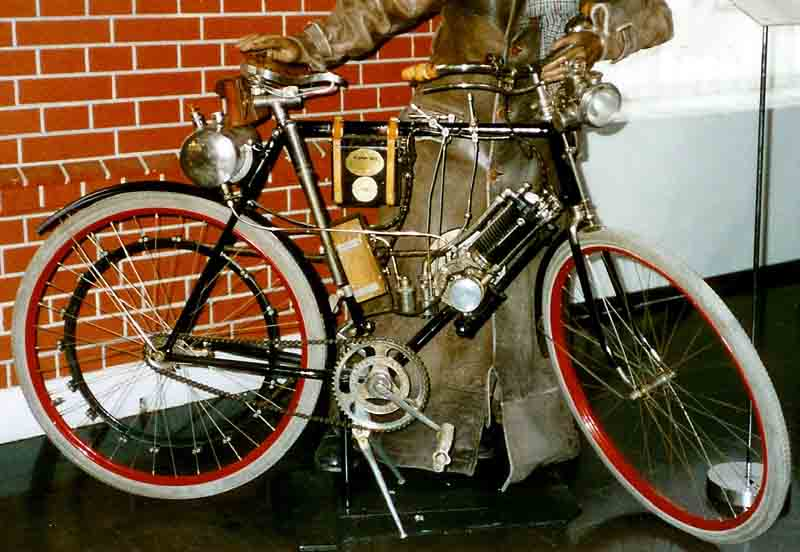
Scania motorfiets uit 1903

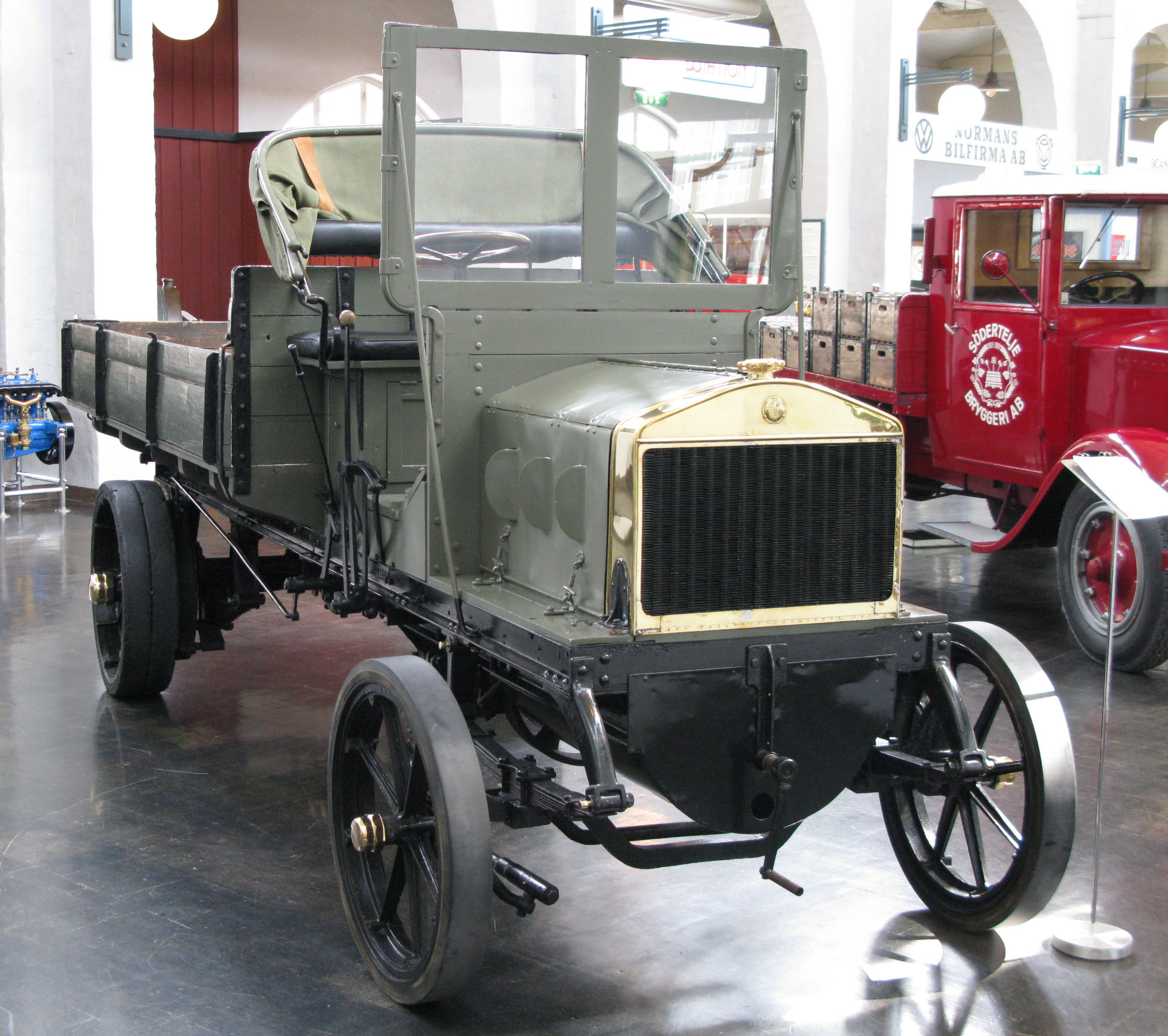
Vabis 1909 in het Scania-museum in Södertälje

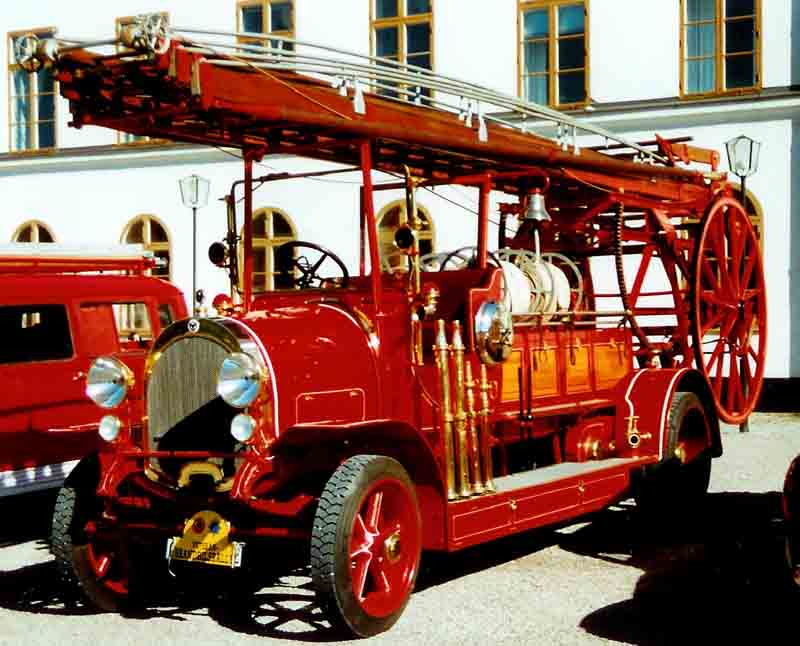
Scania-Vabis Dla brandweerwagen 1915, zoals Den Haag hiervan in 1919 drie stuks bestelde

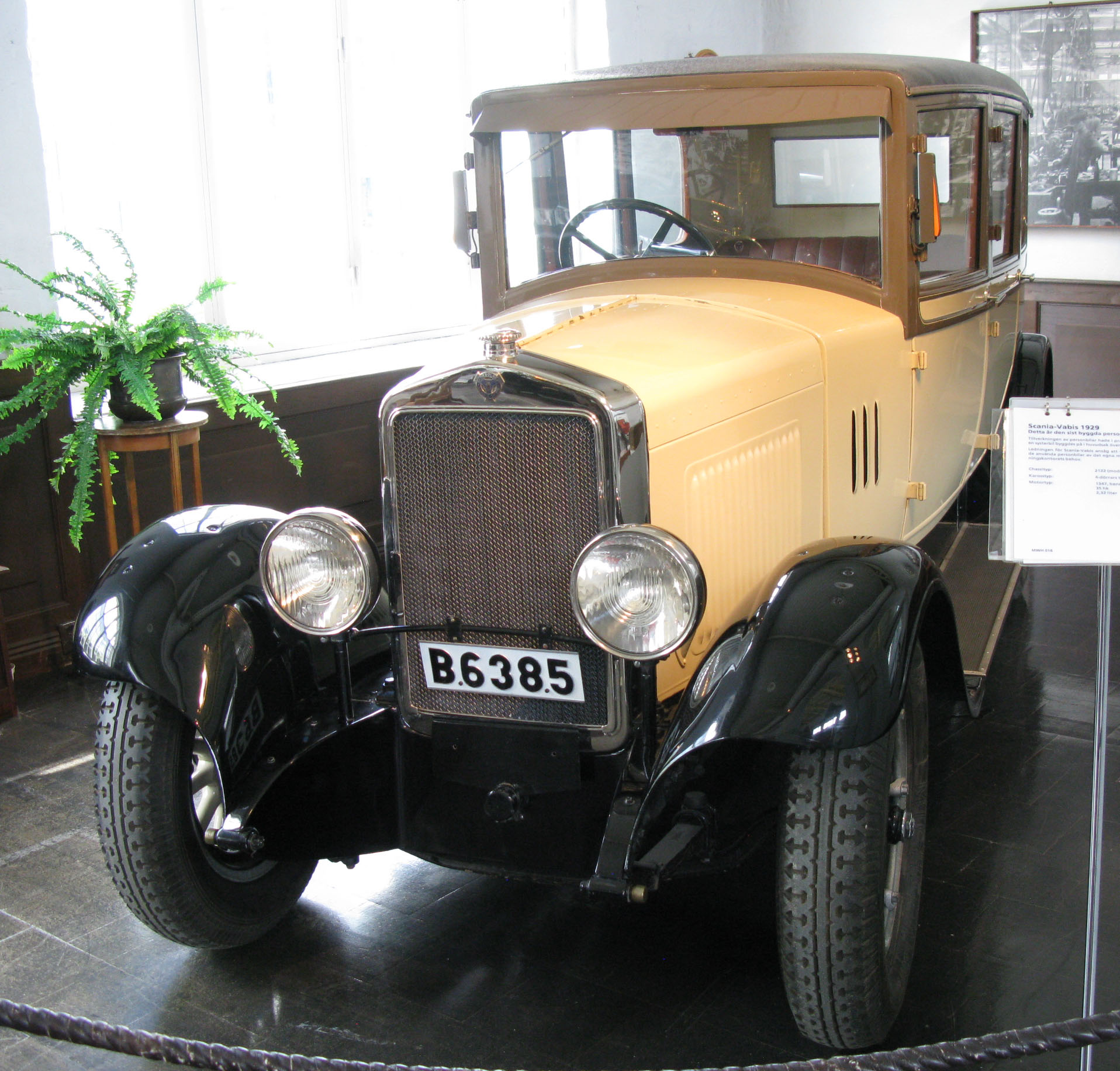
Scania-Vabis personenauto 1929

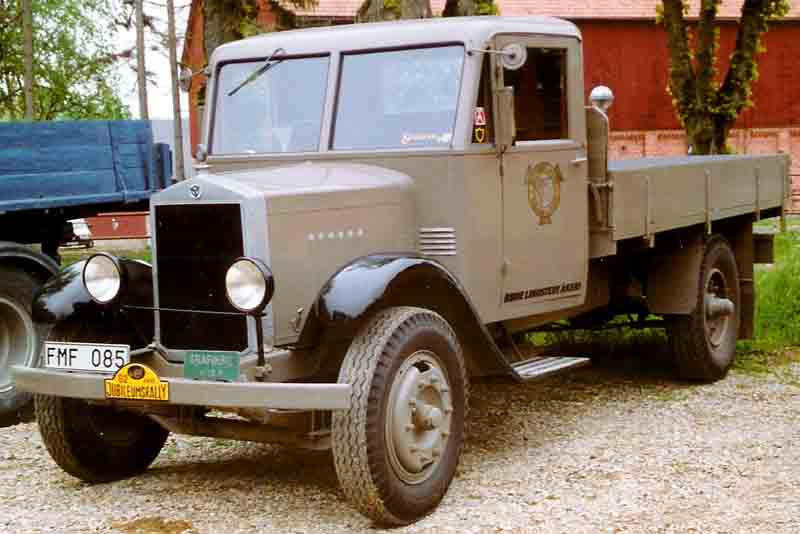
Scania-Vabis 32517 1933

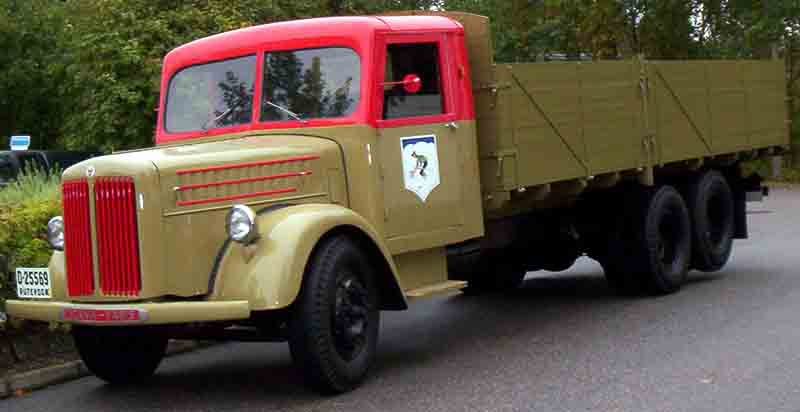
Scania-Vabis LS23 1948

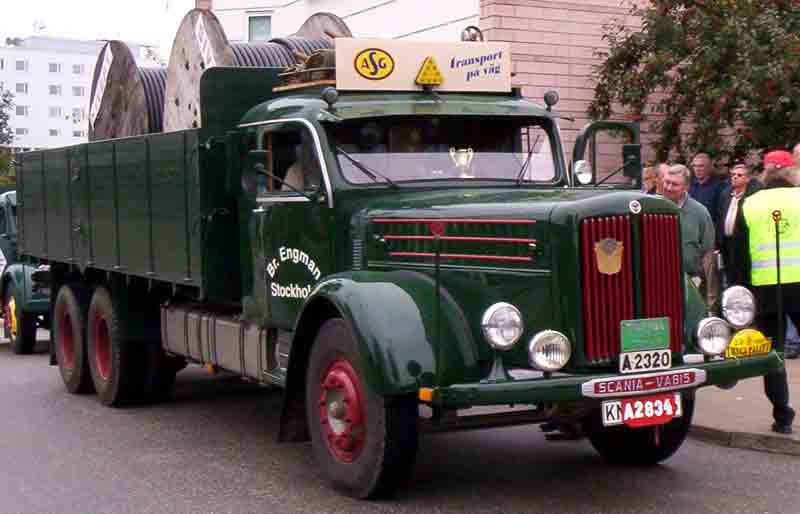
Scania-Vabis LS85 1952

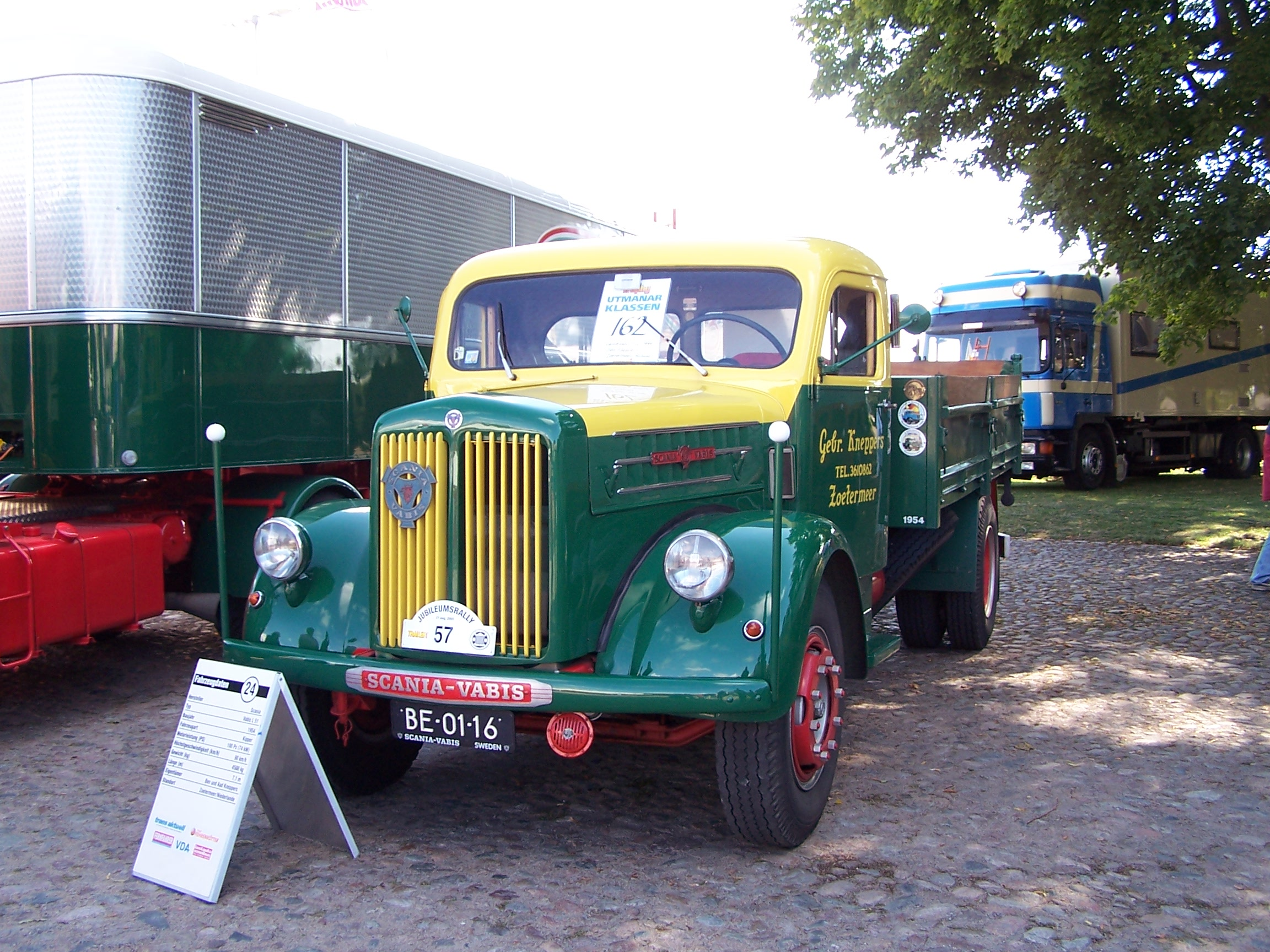
Bij fa. Adr. Beers in 1954 vervaardigde Scania-Vabis L51

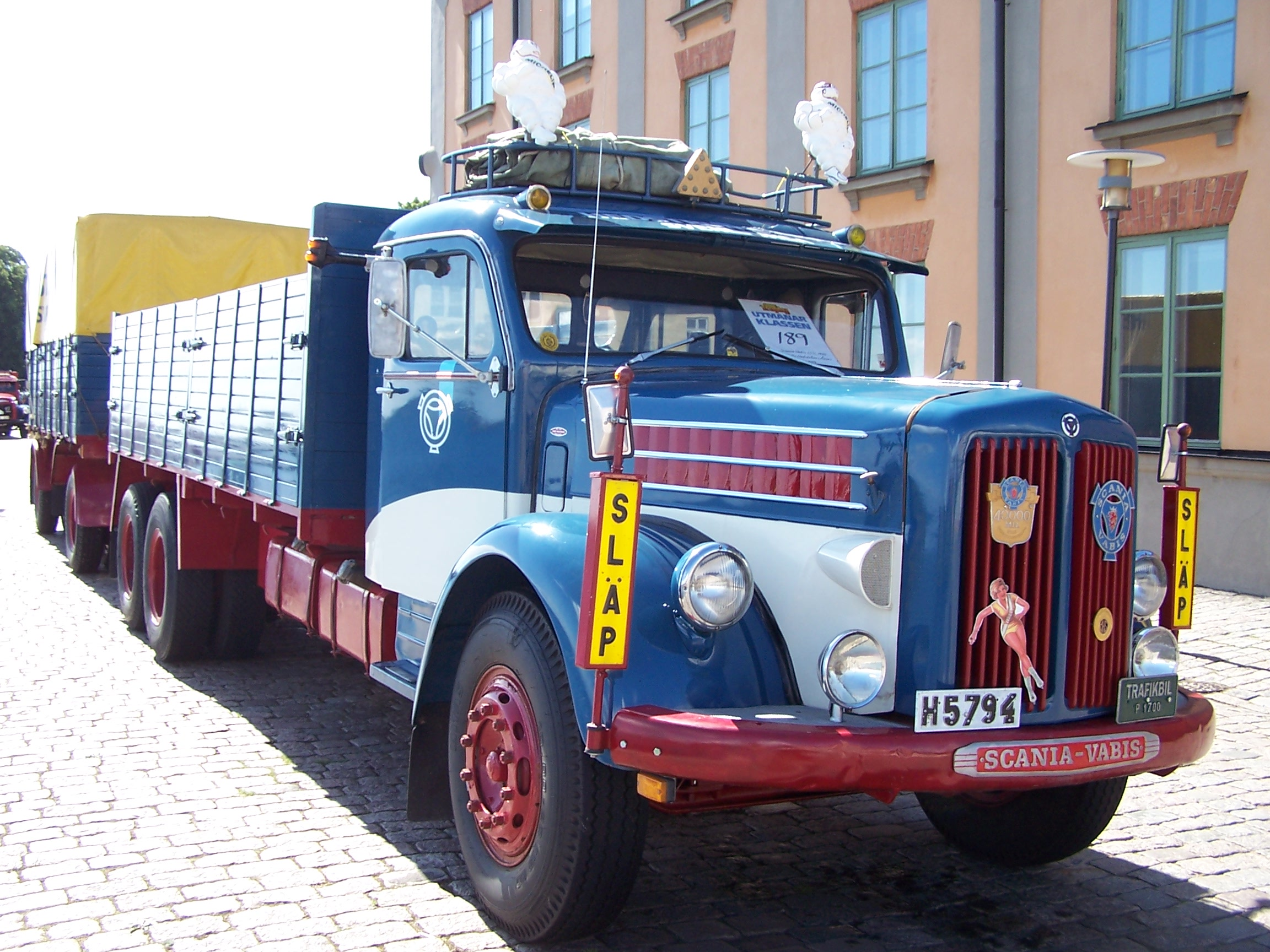
Scania-Vabis LS71 1955

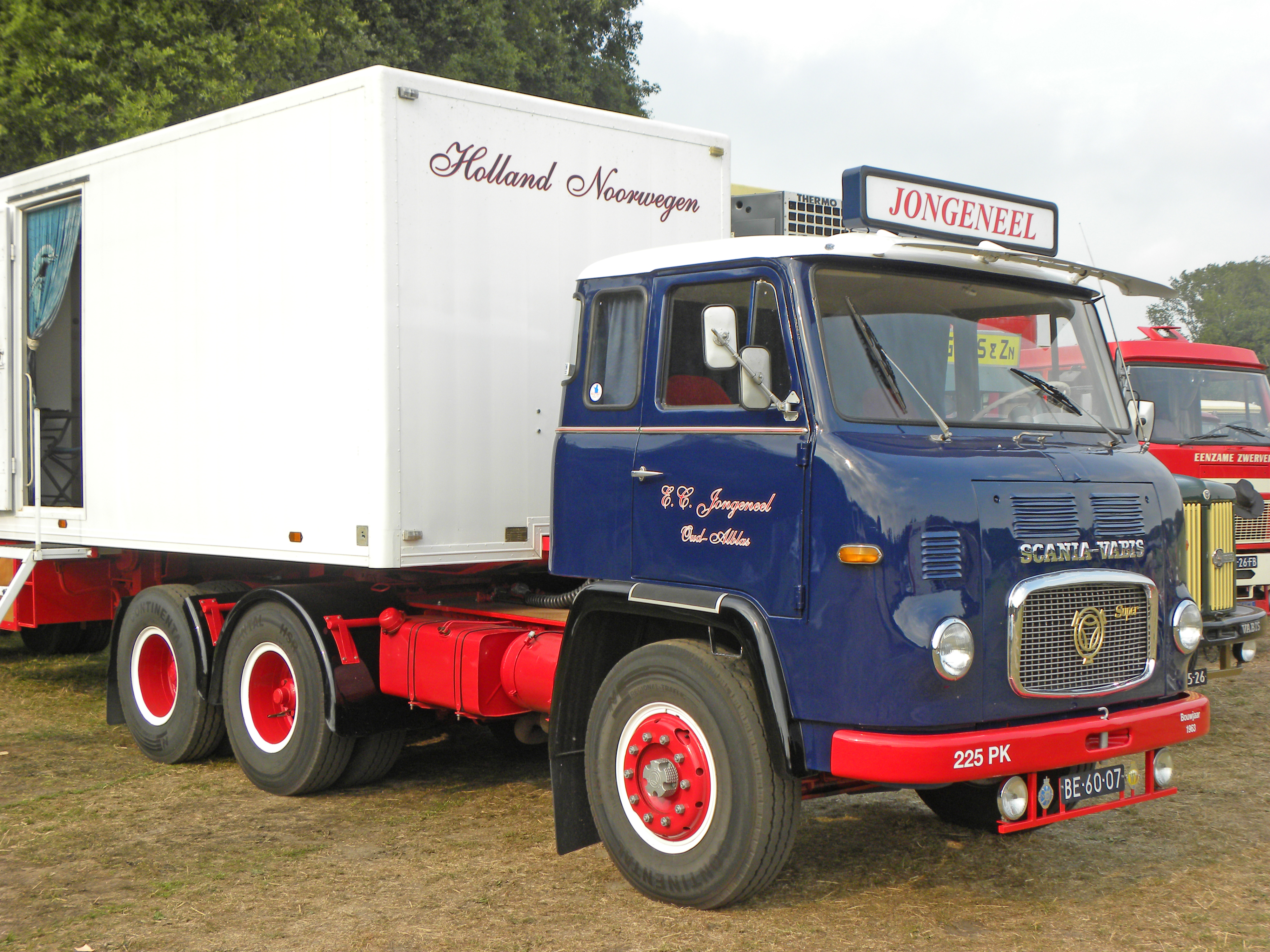
Scania-Vabis LBS 7631 1963

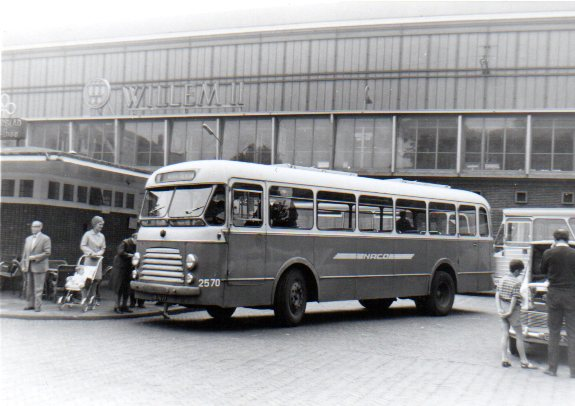
Scania-Vabis bus (1956) van autobusbedrijf Naco in Haarlem

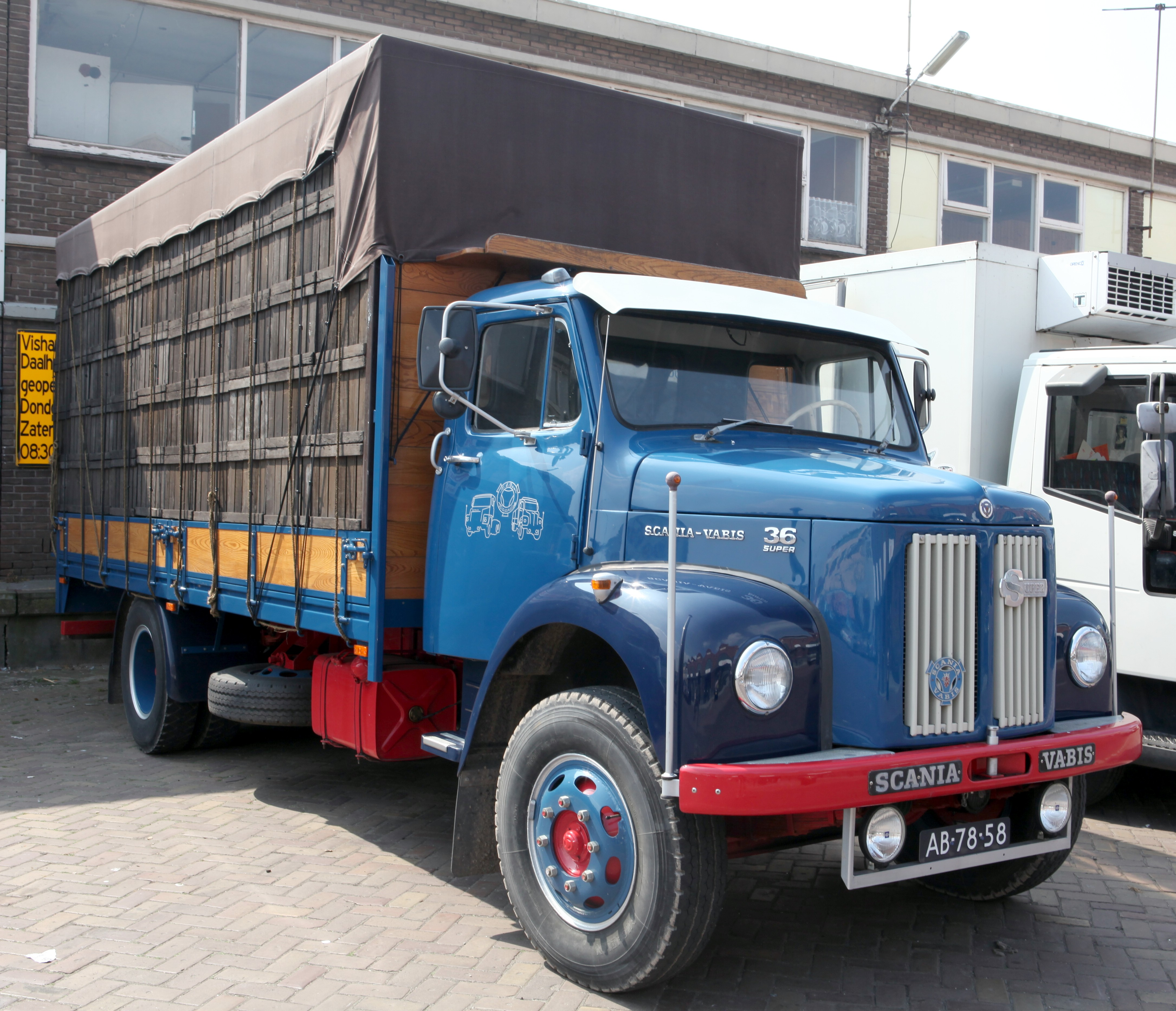
Scania-Vabis 36

## Geschiedenis

### Scania
Scania is de Latijnse naam voor de Zweedse provincie Skåne. In de hoofdstad van deze provincie, Malmö, opende de Britse rijwielfabrikant Humber rond 1892 een filiaal, de “Swedish Humber A.B.”. Er werden rijwielen gefabriceerd en in 1900 werd het filiaal zelfstandig onder de naam “Maskinfabriks AB Scania”. Naast de gewone fietsen werden ook rijwielen met hulpmotor vervaardigd. Doordat overal de autofabricage op gang kwam, wilde de directie ook een eigen auto gaan produceren en in 1902 volgde een proefserie van 6 stuks. Ook in 1902 werd de eerste vrachtauto van dit bedrijf ontwikkeld. Aanvankelijk werden Duitse Kämpermotoren ingebouwd, maar in 1905 ontwikkelde het bedrijf een eigen motor, volgens het ontwerp van de Duitse ingenieur Wetzel. In 1909 ging Scania als eerste truckfabrikant over op SKF-kogellagers op alle wielen. Spoedig leverde de fabrikant bestelwagens op personenwagenchassis aan de Zweedse PTT en andere afnemers. De eerste stap op het gebied van autobusvervoer werd in 1909 gezet door de bouw van een truck met afneembare opbouw, voorzien van zitbanken in de lengterichting voor 8-10 passagiers. Enige bescherming tegen weersinvloeden boden een afneembaar dak en canvas gordijnen.

### Vabis
Vagnfabriks Aktiebolaget i Södertälje (VABIS) werd opgericht in 1892. Dit bedrijf bouwde bespannen wagens en rollend spoorwegmaterieel. Vanaf 1897 werden bij Vabis onder leiding van ing. Gustav Erikson inwendige verbrandingsmotoren ontworpen en na 1907 legde het bedrijf zich toe op de bouw van voertuigmotoren en personenauto's, die onder de merknaam Vabis op de markt werden gebracht. Nadat Vabis in de jaren 1909 en 1910 in financiële moeilijkheden was geraakt, fuseerde het in 1911 met Scania tot A.B. Scania-Vabis.

In 1902 bouwde Vabis al een 1,5 tons truck en in 1908 produceerde het bedrijf modellen met laadvermogens van 2 en 3 ton, die waren voorzien van in eigen huis ontworpen benzinemotoren, o.a. een E2V V-twin (eerst 12pk, later 15 en 18pk) en de E4 5,4 liter 4-cilinder benzine lijnmotor (36pk). Nog voor de fusie werden 20 trucks vervaardigd.

### Scania-Vabis
Na de fusie op 29 maart 1911 te Malmö van de bedrijven Vabis en Scania tot het bedrijf Scania-Vabis, bleven beide merken nog naast elkaar gebruikt.

Er werd een nieuw logo ontworpen dat tot 1969 op alle Scania-Vabis auto's prijkte: de afbeelding van de griffioen uit het wapen van de provincie Skåne, omringd door de namen van beide fabrikanten.
In Södertälje werden personen- en bestelwagens gebouwd; in Malmö bouwde men vrachtauto's, brandweerauto's en speciale voertuigen. De eerste autobus werd geleverd in 1911 en bood plaats aan 12 passagiers. Nog een primeur was de eerste brandweerwagen die in 1912 werd geleverd aan de brandweer van Norrköping.
De export nam toe en in Denemarken en Noorwegen werden in 1913 eigen fabrieken geopend. Daar werden ook trucks en motoren geassembleerd. Na een grote brand op 13 oktober 1913 werd de productie van autobussen en vrachtwagens verlegd naar Södertälje.
Na het einde van de Eerste Wereldoorlog werd de markt overspoeld met oude militaire voertuigen. De verkoop van nieuwe voertuigen zakte in, en Scania-Vabis kwam in financiële problemen en ging failliet. Onder Gunnar Lindmark maakte het bedrijf een doorstart en trad enig herstel op, maar de financiële draagkracht was beperkt en noodzaakte tot rationalisatie en specialisatie.

Voor de Zweedse posterijen werd in 1922 een bijzondere autobus voor 12 personen gebouwd. Deze was voorzien van rupsbanden aan de achterwielen en ski's onder de voorwielen. In de periode 1904-1923 werden door Scania en Vabis totaal zo'n 500 personenwagens geproduceerd en in 1924 werd deze productie beëindigd. In 1923 bedroeg de productie 250 bedrijfswagens. Vanaf 1924 ging men geheel over op de fabricage van trucks en autobussen en in 1927 werd de fabriek in Malmö gesloten.
In 1927 ontwierp Jonas Hesselman een motor die tussen de benzine- en dieselmotor in zat, de Hesselmanmotor. Deze werd als keuzemogelijkheid aangeboden. In de jaren dertig ontwierp Scania-Vabis zijn eigen dieselmotor, die in 1936 productierijp was. Wegens het economisch voordeel dat deze motor bood, nam de vraag naar auto's met benzinemotor af. In 1939 bracht Scania-Vabis een universele dieselmotor met gestandaardiseerde componenten op de markt, de Royal.
In 1935 verwierf Scania-Vabis de vertegenwoordiging van Volkswagen in Zweden.
In de tweede helft van de jaren dertig was de familie Wallenberg de belangrijkste aandeelhouder van het bedrijf geworden. Carl-Bertel Nathhorst werd benoemd tot directeur. Hij legde een ambitieus plan op tafel, met de focus op zware vrachtwagens, autobussen, standaardisering en export. Zijn plannen werden direct aanvaard, maar door het uitbreken van de Tweede Wereldoorlog werd de uitvoering sterk vertraagd. De fabriek kreeg defensie-opdrachten omdat Zweden neutraal was en geen wapens in het buitenland kon kopen. In juni 1941 kreeg Scania-Vabis opdracht voor de productie van 116 stuks Stridsvagn m/41. Deze tanks waren in licentie gebouwd en werden tussen december 1942 en juni 1943 geleverd.
Doordat Zweden in de Tweede Wereldoorlog neutraal bleef, wist men direct na 1945 te voldoen aan de grote Europese behoefte aan vrachtauto's en autobussen. Vóór de Tweede Wereldoorlog betrok Scania-Vabis veel onderdelen uit Duitsland en Groot-Brittannië. Er werd in 1944 een standaardtype ontwikkeld, de Scania-Vabis L10, die zowel in benzine- als in dieselversie werd geleverd, en een vierwiel aangedreven Scania-Vabis F10 met benzinemotor.
Reeds vóór de oorlog werd door de Nederlandse fa. Adr. Beers gepoogd wagens van het merk te importeren, maar doordat de trucks toen te duur waren en men niet voldoende kon leveren, staakten de pogingen tot import in Nederland. Na de Tweede Wereldoorlog lukte dat echter wel. Behalve Nederland volgden Scandinavische landen, Rusland, Portugal, Turkije en Egypte met bestellingen. In Zweden werd Scania-Vabis importeur van Volkswagen en Porsche.
In 1949 werd de Scania-Vabis L40 geïntroduceerd en was leverbaar tot 1953. Deze wagen was voorzien van een nieuw type 4-cilinder dieselmotor met directe inspuiting, die in samenwerking met Leyland Motors was ontwikkeld. Vanaf 1950 werd een kleine serie vierwiel aangedreven wagens gebouwd, de Scania-Vabis F40. De Scania-Vabis L60, Scania-Vabis L65 en de Scania-Vabis LS60 (hierbij stond de S voor de intrekbare sleepas, die bij zware belasting kon worden neergelaten) volgden en ook de buschassis Scania-Vabis B40 en Scania-Vabis B60 werden aan de productie toegevoegd. 
 Een zeer speciale versie was de Scania-Vabis LS85 (1951/1952) met een 8-cilindermotor. Dit was een LS 60 chassis met een verlenging aan de voorkant om de langere motor te kunnen monteren. Deze had met 180 pk duidelijk meer vermogen dan de motor die in de LS 60 werd gebruikt, die 136 pk opbracht. Van de LS 85 zijn slechts 5 proefexemplaren gebouwd, doordat de lange lijnmotor, die tot dan toe als stationaire motor en scheepsmotor werd gebruikt, uiteindelijk niet geschikt bleek. De plaatsing van de motor veroorzaakte een slechte gewichtsverdeling en daardoor een slechte bestuurbaarheid van de auto, waardoor enkele ernstige ongevallen plaatsvonden. Bovendien vertoonde de nokkenas door de variabele belastingen overmatige slijtage. Uiteindelijk zou, na het oplossen van alle problemen, de motor in gewijzigd ontwerp worden toegepast in de latere 75-serie.
 In 1953 werd de Scania-Vabis L40 vervangen door de Scania-Vabis L51/LS51, de eerste Scania-Vabis met een eigen naam: Drabant en die tot juni 1959 in productie bleef. Een jaar later werd de Scania-Vabis L60, eveneens vervangen door de Scania-Vabis L71/LS71. Een speciale uitvoering in 6x4 werd in 1959 uitgebracht onder het type Scania-Vabis LT71.
Behalve in Europa, bestond er ook in Brazilië belangstelling voor de Zweedse trucks. In 1953 begon Vemag in São Paulo met de import en assemblage van trucks en autobussen. Een eigen fabriek volgde in 1957. In 1954 produceerde Scania-Vabis 3638 voertuigen, waarvan 250 trucks en minimaal 800 autobussen werden geëxporteerd.
Vanaf 1958 verscheen onder de trucks de nieuwe 75-serie met de koplampen geïntegreerd in de voorspatborden. Varianten waren Scania-Vabis LS75 (6x2), Scania-Vabis LT75 (6x4) en een frontstuurversie Scania-Vabis LV75. De cabine van dit laatste type werd veelal in Nederland vervaardigd. Ook het buschassis Scania-Vabis BF75 met instap vóór de vooras werd geïntroduceerd. De Scania-Vabis L51 uit 1953 werd in 1959 vervangen door de Scania-Vabis L55 met het uiterlijk van de L75-serie. In 1962 werd deze opgevolgd door de Scania-Vabis L56. In 1961 werd de Scania-Vabis L75 leverbaar met turbo als Scania-Vabis L75S. De 75-serie bleef tot 1963 in productie en werd opgevolgd door de Scania-Vabis L76/LS76. Op de exportmarkten steeg de vraag naar frontstuurtypes, waardoor het type Scania-Vabis LB76 werd geïntroduceerd.
In 1963 besloot het Zweedse Scania-Vabis een eigen fabriek op te richten in Zwolle. Daar startte in 1965 de productie met als eerste chassis de Scania-Vabis L56. Nog 200 chassis volgden dat jaar. Een cabinefabriek volgde in 1966 na overname van de Zweedse cabinefabriek Be-Ge. Het 10.000-ste chassis werd in 1970 door Scania-Vabis in Nederland geproduceerd. In Södertälje volgde in de jaren zestig eveneens een sterke uitbreiding met o.a. een eigen testbaan, een productiebedrijf in Katrineholm en een cabinefabriek in Oskarshamn. De productie bedroeg in 1965 10.400 voertuigen, waarvan 60% werd geëxporteerd. Zelfs in Groot-Brittannië werd in 1964 Scania-Vabis Great-Britain Ltd. opgericht en in 1966 startte men met de verkoop. In Marokko startte men in Casablanca in 1969 met de assemblage van trucks en bussen.
In 1969 leidden de in 1968 begonnen besprekingen met SAAB tot een fusie onder de naam AB SAAB-Scania, waarmee de naam Scania-Vabis verdween en alleen nog maar Scania op de voertuigen werd vermeld.

## Scania-Vabis in Nederland
Na de Tweede Wereldoorlog is Scania-Vabis van grote betekenis geweest voor de ontwikkeling van het wegvervoer in Nederland. Vóór de oorlog was er voor Scania-Vabis nauwelijks belangstelling, omdat het merk te duur was. De brandweer van Den Haag bestelde in 1919 drie autospuiten, de eerste Scania-Vabis auto's, die in Nederland werden geïmporteerd. Halverwege de jaren dertig trachtte het Haagse ingenieursbureau Holmerik Scania-Vabis bussen in Nederland te introduceren. Door de hoge prijs bleef de import beperkt tot slechts een exemplaar voor de Limburgse Autobus Dienst (LAD). De sinds 1938 in Rijswijk gevestigde fa. Adr. Beers had reeds voor de oorlog contacten gelegd met Scania-Vabis, maar doordat de trucks toen te duur waren en men niet voldoende kon leveren, stokten de pogingen tot import. In oktober 1945 lukte het Jos Beers echter wel het importeurschap te verkrijgen. De eerste opdracht was 150 autobuschassis type Scania-Vabis B15 te importeren, gevolgd door 130 exemplaren van het type Scania-Vabis B21. Deze werden van een carrosserie voorzien door Verheul-Fokker. Voor wat betreft de vrachtwagens werden de types Scania-Vabis L10 en Scania-Vabis L20 geïmporteerd, evenals de 4x4 uitvoering Scania-Vabis F20 en een buschassis Scania-Vabis B20. Verder volgden import van chassis voor vrachtauto's. De eerste compleet afgeleverde auto was een Scania-Vabis L22 voor de fa. Winder in Limmen. Kenmerkend voor de in Nederland gebouwde vrachtwagens was het op de zijkanten van de motorkap bevestigde Scania-Vabis-logo met de vermelding: "Adr. Beers N.V.-Rijswijk".

## Typeherkenning
Vanaf het type Scania-Vabis L10 is het basismodel vanaf 1944 tot 1959 vrijwel ongewijzigd gebleven. In grote lijnen waren de uiterlijke kenmerken de verschillende lengten van de motorkap: de modellen met een 4-cilindermotor hadden een korte kap en die met de 6-cilindermotor een lange. Pas vanaf 1959 waren de belangrijkste veranderingen de motorkap en de voorspatborden met ingebouwde koplampen. Tot en met het type Scania-Vabis L40 waren de koplampranden niet verchroomd, maar in de carrosseriekleur meegespoten. Het type Scania-Vabis L60 is herkenbaar aan de rechte voorbumper; het type Scania-Vabis L71 heeft een gebogen voorbumper. Geheel afwijkend waren de frontstuurtypes Scania-Vabis LV75 en Scania-Vabis LB76. Deze types waren speciaal op de markt gebracht voor landen met lengtebepalingen voor vrachtwagens, zodat er op deze wijze meer laadlengte bij deze wagens ontstond.

## Musea
- Scania-Vabis Museum Zandbergen in IJhorst
- Scania Museum Södertalje (Zweden) in Marcus Wallenberg Hallen